# Fritz Höger

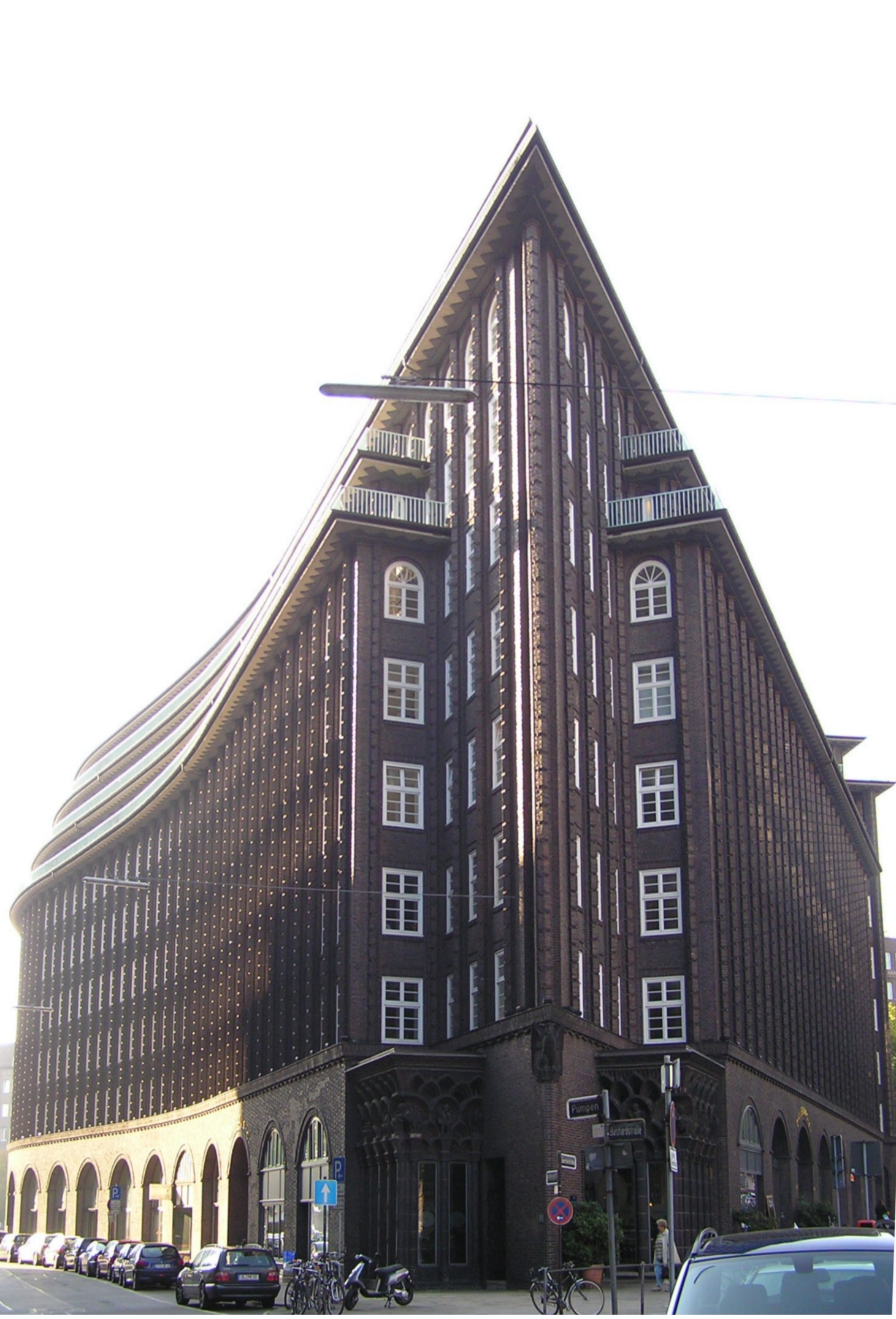
Chilehaus ad Amburgo

Johann Friedrich (Fritz) Höger (Bekenreihe, 12 giugno 1877 – Bad Segeberg, 21 giugno 1949) è stato un architetto tedesco.

## Biografia
La sua opera più conosciuta e importante è stato il Chilehaus, costruito tra il 1922 e il 1924 ad Amburgo per l'importatore di nitrato di potassio Henry Sloman. Si tratta di un edificio in mattoni appartenente allo stile espressionista, molto in voga in quel momento.
Höger costruì anche molti altri edifici, come una scuola con un planetarium, la Kirche am Hohenzollernplatz a Berlino-Wilmersdorf, e il palazzo comunale di Wilhelmshaven.
Il suo stile fu influenzato dalle opere di Fritz Schumacher, anche se Höger si distaccò parzialmente dal suo maestro per accostarsi alle tendenze moderniste, raggiungendo ad una mediazione con la tradizione.
Ammesso che Höger ebbe qualche simpatia per il nazionalsocialismo, il suo stile espressionista non piacque a Hitler.  Anzi, non volendo cambiare il suo stile con quello più in voga nel nazismo, non ebbe mai il titolo di architetto di stato.